# Nereid Lake
Der Nereid Lake (englisch; bulgarisch езеро Нереида esero Nereida) ist ein grob trapezförmiger, in westsüdwest-ostnordöstlicher Ausrichtung 450 m langer, 90 m breiter und 3,8 Hektar großer See auf Greenwich Island im Archipel der Südlichen Shetlandinseln. Er liegt unmittelbar westlich des Agüedo Point und 800 m ostsüdöstlich des Brusen Point im östlichen Abschnitt des Flamingo Beach. Von der Orión-Passage trennt ihn ein 20 bis 40 m breiter Landstreifen. 
Die bulgarische Kommission für Antarktische Geographische Namen benannte ihn 2020 nach den Nereiden, Nymphen aus der griechischen Mythologie.